# Rússia blanca

Escut del voivonat de Polatsk, una Pahonia sobre fons blanc

Rússia Blanca, o Rus' blanc o Rutènia Blanca, és un arcaisme per a designar la part oriental de l'actual Belarús, incloent les ciutats de Polotsk, Vítsiebsk, i Mahiliou. Situada a la regió històrica de Rutènia o Rus', aquest nom és una traducció literal de Beliye Rosi' (en idioma belarús: Белыя Росы), que significa "Rosada blanca'".
El nom de "Rússia Blanca" és un tema sensible a Belarús, i es podria veure com inapropiat. En canvi el terme Rutènia blanca no pateix aquesta ambigüitat.
Rutènia és la versió llatinitzada de la regió Rus'de l'Europa oriental habitada pels eslaus i bressol de la Rus de Kiev, un estat dels segles IX a XII que existia a les actuals Bielrússia, Ucraïna, Rússia i Polònia oriental.
Belarús es tradueix com Rússia Blanca en molts idiomes moderns, particularment els germànics, però en els idiomes eslaus hi ha una diferència entre el país modern de Rússia i el sufix "-rus" (com una part de l'herència de l'associació polonesa-lituana):
- belarús: Белая Русь (Rus blanca), Беларусь (Belarus), però Расія/Rasija (Rússia);
- polonès: Białoruś (Rus blanca), però Rosja (Rússia);
- rus: Белая Русь (Rus blanca), Беларусь o Белоруссия (Belarus) però Россия/Rossiya (Rússia);
- ucraïnès: Білорусь Bilorus (Rus blanca), però Росія Rosia (Rússia);

En idioma alemany, el nom usual per l'estat de Belarús és Weißrussland (Rússia Blanca). i així el va fer servir Angela Merkel a la Cimera Europea de 2007.

## Història
En mapes antics apareixen moltes altres variants d'aquest nom, per exemple, Russia Alba, Russija Alba, Wit Rusland, Weiss Reussen, White Russia, Hvite Russland, Hvíta Rússland, Weiss Russland, Ruthenia Alba, Ruthenie Blanche i Weiss Ruthenien (Weißruthenien), assignats a diversos territoris, sovint força allunyats de l'actual Belarús, per exemple s'havia aplicat a Nóvgorod.
<el cronista del segle xvi Guagnini en el seu llibre Sarmatiae Europeae descriptio, és a dir Rus' la va dividir en tres parts: Rússia Blanca, Rússia Negra  i Rússia Roja.
Els orígens del nom no són clars
Podria ser que blanca indiqués el nord.
Alguns pobles eslaus es distingeixen pels colors.
El Rerum Moscoviticarum Commentarii escrit per Sigismund von Herberstein explica que els governants moscovites portaven la roba blanca per a diferenciar-se de la roba porpra dels governants romans i la roba roja dels romans d'Orient. El tsar de Rússia s'anomenava "Tsar blanc": Sunt qui principem Moscovuiae Album Regem nuncupant. Ego quidem causam diligenter quaerebam, cur Regis Albi nomine appellaretur(del Rerum Moscoviticarum Commentarii).
Finalment aquest color va ser transferit al nom del contrarevolucionariExèrcit Blanc que lluitava contra l'Exèrcit Roig.